# John Pyper-Ferguson
John Pyper-Ferguson (nar. 27. února 1964 v Mordialloc v Austrálii) je kanadský televizní, filmový a divadelní herec australského původu, známý především pro své role v mnoha oceňovaných seriálech a také v řadě filmů.
Krátce po narození se přestěhoval se svými rodiči, australskými olympijskými plavci, do Vancouveru v Kanadě. Studoval výtvarné umění na University of Alberta.

## Kariéra
Poprvé se na televizních obrazovkách výrazněji objevil v roli Sonnyho Hamiltona v seriálu Hamilton Quest z roku 1986. Zviditelnil se o dva roky později, v roce 1988 v kanadském psychologickém hororu Zlověstná posedlost, kde zahrál Stana Frakera, v roce 1990 v americkém dobrodružném thrilleru Ptáci na drátě jako Jamie, kde si zahrál po boku Mela Gibsona, a v roce 1992 v realistickém westernovém dramatu Nesmiřitelní jako Charlie Hecker spolu s Clintem Eastwoodem.
V roce 1996 díky natáčení akčního dramatu Podzemní komando navštívil i Českou republiku, konkrétně Prahu a Karlovy Vary.
Již jako uznávaný herec získal roli Vica Madisona v akčním filmu Šílená jízda z roku 1997. V roce 2001 se objevil ve vedlejší roli v hvězdně obsazeném válečném dramatu Pearl Harbor a od tohoto okamžiku se stal stálým i hostujícím členem nespočtu známých seriálů a filmů. V roce 2005 si zahrál se Stevenem Seagalem hlavní roli v dobrodružném akčním filmu Černý úsvit. V roce 2006 si jako jedna z hlavních rolí - Joe Whedon, manžel Sarah Walkerové, hudební skladatel a kytarista - zahrál ve dvou sériích veleúspěšného amerického dramatického seriálu Bratři a sestry po boku hollywoodských herců jako Sally Fieldová, Rachel Griffiths, Calista Flockhart, Matthew Rhys, Emily VanCamp či Sarah Jane Morris. Právě s Rachel Griffiths, jež ztvárnila jeho seriálovou manželku Sarah, od té doby udržuje pravidelný kontakt. Za roli Joea Whedona obdržel prestižní cenu Les prix Écrans canadiens Kanadské divadelní a filmové akademie v roce 2006. Ten samý rok obdržel hlavní roli Richarda v televizním dramatu Z lásky k dítěti. Další důležitou rolí se pro Johna Pypera-Fergusona stal Thomas Vergis v seriálu Caprica z roku 2009, jež je spin-off seriálu Battlestar Galactica z roku 2004, kde také hrál. Mezi poslední úspěšné role se řadí Russel v oblíbeném kanadském dramatickém snímku A night for Dying Tigers v roce 2010, Aidan v životopisném dramatu Odsouzení taktéž v roce 2010 a Bearded Redneck v ovacemi přijatém filmu Drive v roce 2011.
V roce 2010 se také objevil na prknech divadla, a to v novém nastudování hry Glengarry Glen Ross režiséra Davida Mameta, ověnčené Pulitzerovou cenou. Navíc je spoluzakladatelem a dlouholetým členem sdružení herců (především divadelních), režisérů, producentů, spisovatelů a dramatiků Echo Theatre Company.

## Filmografie

### TV seriály
| - Poslední loď (The Last Ship, 2014) - Vesmírná loď Galactica – Krev a chrom (Battlestar Galactica: Blood and Chrome, 2012) - Once Upon a Time (Once Upon a Time, 2011) - Rookie Blue (Rookie Blue, 2010) - Anatomie lži (Lie to me, 2009) - Caprica (Caprica, 2009) - Castle na zabití (Castle, 2009) - Dark Blue (Dark Blue, 2009) - Doktor Mozek (Mental, 2009) - Ve službách FBI (White Collar, 2009) - Flashpoint (Flashpoint, 2008) - Hranice nemožného (Fringe, 2007) - Less Than Kind (Less Than Kind, 2007) - Podstata strachu (Fear Itself, 2007) - Terminátor: Příběh Sáry Connorové (Terminator: The Sarah Connor Chronicles, 2007) - Cane (Cane, 2007) - Bratři a sestry (Brothers & Sisters, 2006) - Po právu (In Justice, 2006) - Closer (The Closer, 2005) - Instinkt zabijáka (Killer Instinct, 2005) - Myšlenky zločince (Criminal Minds, 2005) - Na Západ (Into the West, 2005) - Night Stalker (Night Stalker, 2005) - Sběratelé kostí (Bones, 2005) - Battlestar Galactica (Battlestar Galactica, 2004) - Láska je Láska (The L Word, 2004) - Ztraceni (Lost, 2004) - Handler (The Handler, 2003) - Odložené případy (Cold Case, 2003) - Jeremiah (Jeremiah, 2002) - Kriminálka Miami (CSI: Miami, 2002) - Tom Stone (Tom Stone, 2002) - Smallville (Smallville, 2001) - Strážkyně zákona (The Division, 2001) - Ten, kdo tě chrání (The Guardian, 2001) - 24 hodin (24, 2001) - Gideon's Crossing (Gideon's Crossing, 2000) - Kriminálka Las Vegas (CSI: Crime Scene Investigation, 2000) - Lovkyně (The Huntress, 2000) | - Jack & Jill (Jack & Jill, 1999) - Krutá říše (Harsh Realm, 1999) - Rodinné právo (Family law, 1999) - Soudkyně Amy (Judging Amy, 1999) - Mentors (Mentors, 1998) - Vrána (Crow: The Stairway to Heaven, 1998) - Arli$$ (Arli$$, 1997) - Detektiv Nash Bridges (Nash Bridges, 1996) - Milénium (Millennium, 1996) - Ochránce (The Sentinel, 1996) - Poltergeist (Poltergeist: The Legacy, 1996) - Viper (Viper, 1996) - The Client (The Client, 1995) - Krajní meze (The Outer Limits, 1995) - Legend (Legend, 1995) - Lonesome Dove: The Outlaw Years (Lonesome Dove: The Outlaw Years, 1995) - Univerzitní nemocnice (University Hospital, 1995) - Vanishing Son (Vanishing Son, 1995) - The Watcher (The Watcher, 1995) - Pohotovost (ER, 1994) - Zmije (Viper, 1993) - Akta X (The X-Files, 1993) - Dobrodružství Brisco Countyho Jr. (The Adventures of Brisco County Jr., 1993) - Walker, Texas Ranger (Walker, Texas Ranger, 1992) - Highlander (Highlander, 1991) - Lidé z oddělení vražd (Bodies of Evidence, 1991) - The Commish (The Commish, 1991) - Blesková jednotka (Lighting Force, 1990) - Mom P. I. (Mom P. I., 1990) - Bordertown (Bordertown, 1989) - Neon Rider (Neon Rider, 1988) - Katts a Rinnie (Katts and Dog, 1988) - Jump Street 21 (21 Jump Street, 1987) - Star Trek: Nová generace (Star Trek: The Next Generation, 1987) - MacGyver (MacGyver, 1985) - Prokletá noc (Night Heat, 1979) - The Littlest Hobo (The Littlest Hobo, 1979) |

### Filmy
| - Wolves (Wolves, 2013) - Hannah's Law (Hannah's Law, 2012) - Tři dny v Havaně (Three Days in Havana, 2012) - Born to Race (Born to Race, 2011) - Drive (Drive, 2011) - Die (Die, 2010) - A Night for Dying Tigers (A Night for Dying Tigers, 2010) - Odsouzení (Conviction, 2010) - Score: A Hockey Musical (Score, 2010) - Tekken (Tekken, 2010) - Hungry Hills (Hungry Hills, 2009) - Everest (Everest, 2007) - Z lásky k dítěti (For the Love of a Child, 2006) - Super náhradník (She's the Man, 2006) - X-Men: Poslední vzdor (X-Men: The Last Stand, 2006) - Černý úsvit (Black Dawn, 2005) - Anděl v rodině (Home for Christmas, 2004) - Betraying Reason (Betraying Reason, 2004) - The Wind Effect (The Wind Effect, 2002) - Lonesome (Lonesome, 2001) - Pearl Harbor (Pearl Harbor, 2001) - V pavoučí síti (Cabin Pressure, 2001) - I'll Take You There (I'll Take You There, 1999) - Bouře (The Tempest, 1998) - Harlequin 10 - Hra o čas (The Waiting Game, 1998) - Osiris: Vesmírná kronika (Warlord: The Battle for the Galaxy, 1998) | - Bláznivé manévry (McHale's Navy, 1997) - Šílená jízda (Drive, 1997) - Vidláci (For Richer or Poorer, 1997) - Hard Core Logo (Harc Core Logo, 1996) - Podzemní komando (Downdraft, 1996) - Somebody Is Waiting (Somebody Is Waiting, 1996) - Space Marines (Space Marines, 1996) - Děti prérie (Children of the Dust, 1995) - Jesse James (Frank and Jesse, 1995) - Duel v poušti (The Road Killers, 1994) - Every Breath (Every Breath, 1993) - Láska, podvod a loupež (Love, Cheat & Steal, 1993) - Zemětřesení na dálnici 880 (Miracle on Interstate 880, 1993) - Ďábelská frekvence (Stay Tuned, 1992) - Home Movie (Home Movie, 1992) - Killer Image (Killer Image, 1992) - Nesmiřitelní (Unforgiven, 1992) - Shadow of a Stranger (Shadow of a Stranger, 1992) - Lyžařská škola (Ski School, 1991) - Showdown at Williams Creek (Showdown at Williams Creek, 1991) - Pták na drátě (Bird on a Wire, 1990) - Sbohem, blues (Bye Bye Blues, 1989) - Zlověstná posedlost (Pin, 1988) - American Harvest (The American Harvest, 1987) - Hello Mary Lou: Prom Night II (Hello Mary Lou: Prom Night II, 1987) |